# Quecksilberluftpumpe
Eine Quecksilberluftpumpe ist eine Vakuumpumpe, die 1916 durch Wolfgang Gaede erfunden wurde. Das Arbeitsprinzip entspricht dem einer Strahlpumpe, sie benötigt aber eine Vorvakuumpumpe. Da sie giftiges Quecksilber als Treibmittel verwendet und der relativ hohe Dampfdruck nur geringe Enddrucke erlaubt, wurde diese Bauform fast vollständig durch Öldiffusionspumpen abgelöst.